# Andrise Pierre
Andrise Pierre est une dramaturge et enseignante en littérature haïtienne née le 18 octobre 1989 à Port-au-Prince.
Elle est lauréate du prix SACD de la dramaturgie francophone 2020 pour sa pièce Elle voulait ou croyait vouloir et puis tout à coup elle ne veut plus !

## Biographie

### Jeunesse et études
Andrise Pierre naît le 18 octobre 1989 à Port-au-Prince, en Haïti. Benjamine d'une famille de trois enfants, elle grandit avec son demi-frère chez son père, à la Rue de la Réunion, au cœur d'une capitale marquée par des crises socio-politiques. En 2008, sa famille déménage en Plaine, où elle découvre sa passion pour la lecture, notamment grâce à son institutrice. Cette période marque le début d’une longue relation avec la littérature, qui façonnera son parcours professionnel et académique.
Après le baccalauréat, Andrise Pierre poursuit en 2011 des études de lettres modernes à l’École normale supérieure. Elle s'engage ensuite dans l'enseignement et donne des conférences sur la littérature haïtienne, abordant des sujets comme le rôle du personnage féminin et l'étude des auteurs classiques et contemporains. Elle devient en 2016 responsable des activités culturelles du Centre Culturel Anne-Marie Morisset à Delmas.

### Carrière dramaturgique
Andrise Pierre est l'autrice de plusieurs pièces à succès. Engagée, elle écrit pour lutter contre la violence, en particulier celles faites aux femmes et aux filles.

#### Vidé mon ventre du sang de mon fils
En 2019, elle est troisième lauréate du Prix du texte francophone Écritures Théâtrales Contemporaines en Caraïbe (ETC Caraïbe) avec son texte Vidé mon ventre du sang de mon fils. Le texte relate la douleur d'une mère après la mort brutale de son fils, questionnant le viol, le deuil, l'impunité. La pièce, en scène par Daphné Ménard est présentée à Port-au-Prince en 2022 au festival de théâtre et des arts de la scène En Lisant.

#### Elle voulait ou croyait vouloir et puis tout à coup elle ne veut plus!
Andrise Pierre est lauréate du prix SACD de la dramaturgie francophone pour sa pièce Elle voulait ou croyait vouloir et puis tout à coup elle ne veut plus !. Elle le reçoit le 27 septembre 2020 à l'occasion de l'ouverture du Festival Les Francophonies - des écritures à la scène à Limoges,. Elle est la seconde autrice haïtienne primée, après Jean-René Lemoine en 2009.

#### Que Dieu ne noircisse pas nos matrices
En 2020, Andrise Pierre reste neuf mois en résidence au Centre Intermondes La Rochelle au lieu d'un mois et demi à cause de la pandémie de Covid-19. Elle y écrit sa pièce Que Dieu ne noircisse pas nos matrices.

#### Le Chêne endormi
En décembre 2022, elle est l'invitée d’honneur de la 7e édition du Festival de théâtre et des arts de la scène En Lisant à Port-au-Prince. Elle y présente Le Chêne endormi sur la scène du théâtre Yanvalou,. La pièce présenté l'année suivante à l'Institut français en Haïti, dans le cadre de la 20e édition du festival Quatre Chemins. Elle est mise en scène par Éliezer Guérismé et interprétée par Stéphanie François, Jenny Cadet et Édouard Baptiste (Youyou).

## Œuvres
- Andrise Pierre, La petite fille que le soleil avait brûlée: théâtre, Éditions Espaces 34, coll. « Collection Théâtre », 2023 (ISBN 978-2-84705-298-5)[11]